# R Leporis
R Leporis è una stella variabile nella costellazione della Lepre, distante 1100 anni luce dal sistema solare. È conosciuta talvolta come Stella cremisi di Hind (inglese: Hind's Crimson Star), nome dato in onore al suo scopritore, John Russell Hind, che nel 1845 la descrisse come una stella di colore cremisi, non comparabile con nessun'altra stella visibile a quelle latitudini. La stella è una variabile Mira nonché una rara stella al carbonio di classe C6. Sino a qualche anno fa esibiva al minimo di luminosità un indice di colore (B-V) di 5,74, il massimo mai misurato.

## Caratteristiche fisiche
R Leporis è una stella al carbonio e come tale ha un'atmosfera ricca di composti di carbonio che non lasciano passare la radiazione blu dello spettro, di conseguenza la stella assume una colorazione rosso vivo, così come la descrisse Hind. Si stima che il rapporto carbonio-ossigeno in R Leporis sia uguale a 1,2, più del doppio di quello del Sole.
È una stella in un avanzato stato evolutivo, come le altre variabili Mira ha un raggio enorme, circa 500 volte quello solare, ed una luminosità variabile con periodi medio lunghi. La sua magnitudine apparente varia da un massimo di +5,5 ad un minimo di +11,7, in un periodo che, in una delle ultime misurazioni, è di 427 giorni, anche se pare che abbia un periodo secondario di circa 40 anni, probabilmente dovuto a rilasci di polvere che temporaneamente modificano la sua luminosità.
Di bassa temperatura superficiale, compresa tra 2200 e 2400 K, R Leporis emette la maggior parte della propria radiazione nell'infrarosso, e considerando anche questa ha una luminosità oltre 2000 volte superiore a quella solare, con una massa compresa tra le 2,5 e le 5 di quella solare.